# Ocyptamus ferrugineus
Ocyptamus ferrugineus är en tvåvingeart som beskrevs av Thompson 1981. Ocyptamus ferrugineus ingår i släktet Ocyptamus och familjen blomflugor.
Artens utbredningsområde är Puerto Rico. Inga underarter finns listade i Catalogue of Life.